# Homotoicha subdistincta
Homotoicha subdistincta är en insektsart som beskrevs av Brunner von Wattenwyl 1891. Homotoicha subdistincta ingår i släktet Homotoicha och familjen vårtbitare. Inga underarter finns listade i Catalogue of Life.